# لويس كارلوس كوريا بينتو
لويس كارلوس كوريا بينتو (بالبرتغالية: Luís Carlos Correia Pinto) أو كما يعرف بـلويزينيو (بالبرتغالية: Luisinho) (مواليد 5 مايو 1985) هو لاعب كرة قدم برتغالي ، يلعب في مراكز الظهير الأيسر والجناح الأيسر والجناح الهجومي الأيسر ، ويلعب حاليًا لنادي ديبورتيفو لاكورونيا الإسباني منذ عام 2013.

## روابط خارجية
- لويس كارلوس كوريا بينتو على موقع قاعدة بيانات كرة القدم.إي يو (الإنجليزية)
- لويس كارلوس كوريا بينتو على موقع Soccerbase.com (لاعب) (الإنجليزية)
- لويس كارلوس كوريا بينتو على موقع Soccerway.com (الإنجليزية)
- لويس كارلوس كوريا بينتو على موقع AS.com (الإسبانية)